# Maurice André
Maurice André (Alès, 1933. május 21. – Bayonne, 2012. február 25.) francia klasszikus zenei trombitás.
Trombitatanár volt a párizsi Nemzeti Zenei Konzervatóriumban, ahol bevezette a szokásos B-trombita felett egy oktávval megszólaló piccolo trombita tanítását, különös tekintettel a barokk repertoárra. A hangszer számos újítását inspirálva, nagy technikai tudása és mély művészi érzéke ötven éven át hozzájárult a trombita népszerűsítéséhez az egész világon.
Maurice André kora legkiválóbb karmestereivel játszotta és rögzítette a repertoár nagyszerű versenyműveit.

## Életpályája

### A kezdetek
Maurice André bányászcsaládból származott. 1944-ben két éven át zeneelméletet tanult, mielőtt megérinthette első kornettjét, szegény származású apja ajándékát. Tizennégy és tizennyolc éves kora között bányában dolgozott, miközben trombitálni kezdett. Apja, Marcel-Jean André, a komolyzene nagy szerelmese volt az első tanára. Testvére, Raymond szintén trombitás, akivel együtt szerepeltek néhány koncerten, készítettek felvételt, nevezetesen Vivaldi két trombitára írt versenyművét.
Aztán Léon Barthélémy, az alès-i vágóhidak titkára-könyvelője és Merri Franquin egykori trombitatanítványa volt az, aki a fiatal Maurice Andrét irányította első zenei tanulmányaiban.
A párizsi konzervatóriumban, ahová 1951-ben lépett be, miután trombitásként a 8. jelzőezredben szolgált, Raymond Sabarich tanítványa volt, és 1952-ben kornett-, a következő évben trombitajátékáért első díjat kapott (1953. július 9.). Louis Menardi mellett csatlakozott a Société des concerts du Conservatoire zenekarához. Hamarosan francia trombitásgenerációjának kiemelkedő alakjává nőtte ki magát. Szólótrombitás volt a Lamoureux zenekar (1953–1960), az ORTF Filharmonikus Zenekar (1953–1963) és az Opéra-Comique (1962–1967) előadásain.
1953 őszén az Eratóban rögzítette első albumát a Jean-François Paillard-zenekarral, olasz zeneszerzők műveiből.
Játszott a Medrano cirkuszban, a Mogador színházban, és ezzel egy időben stúdiófelvételeket készített, főként Henri Salvadorral és Charles Trenet-vel (1955-ben a Nationale 7 című számban trombitaszólóval).

### A csúcson
1955-ben a genfi nemzetközi zenei versenyen első díjat nyert. Szólistaként játszott, és 1963-ban a müncheni ARD Nemzetközi Zenei Verseny első helyezése után indult be nemzetközi karrierje. Először is felkérték, hogy legyen a zsűri tagja, de inkább versenyzőként indult, mivel még soha nem vett részt a versenyen (maga azt mondta, hogy a nyertesnek jobban fizetnek, mint egy zsűritagnak, így gyorsan megszületett választása). A két versenyen elért sikerei után a legnagyobb karmesterek hívták meg szólistának.
Koncertről koncertre járva feltárta a közönség előtt Bach  2. Brandenburgi versenyének félelmetes interpretációját, amelyet könnyedén játszott. Ez a darab lett az ismertetőjegye együtt a h-moll szvit Badinerie-tételével. 1967-től 1978-ig a Párizsi Konzervatórium professzora volt, mestere, Raymond Sabarich utódja, ahol bemutatta a kistrombita alkalmasságát a barokk repertoárhoz. Több mint száz trombitást képezett ki ott, köztük Bernard Soustrot-t, Guy Touvront, Éric Aubier-t, Thierry Caenst.
Maurice André a legnagyobb karmesterekkel dolgozott együtt, mint például Jean-François Paillard (saját szavai szerint a karmester, akinek a művészi lehetőségeit a legteljesebben képviselte), Karl Richter, Herbert von Karajan, Karl Münchinger, Riccardo Muti, Jesús López Cobos, Michel Plasson, Charles Mackerras, Karl Böhm, Leonard Bernstein. Mindig egyszerűen és alázattal.
1980-ban Jacques Chancel programja – a Le Grand Échiquier – megnyitotta kapuit előtte, és így nagy és fiatal közönség fedezhette fel magának zenei kifejezőképességét. Ennek a műsornak a sikere az élmény megújítását ösztönözte nyolc évvel később. Ugyanabban az évben széles körben népszerűvé tette, hogy részt vett a Jacques Martin által levezényelt Dimanche Martin programban, amely 1988-ban segített a Le Meilleur de moi-même (’Legjavam’) című albuma népszerűsítésében.
Hangrögzítő tevékenysége lenyűgöző: több mint 255 felvételt készített, ebből közel 50-et a Jean-François Paillard-kamarazenekarral.
Sikerekkel teli karrierje ellenére Maurice André soha nem felejtette el szegényes származását, amelyre minden hangversenyen vagy televíziós műsorban hivatkozott. Sok népszerű dallamot vett fel ugyanolyan szigorral, mint a nagy klasszikus versenyműveket.
Hűségesen gyakran meglátogatta a Nord Pas de Calais régiót. Nagy barátjához, Germain Santerhez, a Sainthimat létesítmények vezérigazgatójához, a Tour de France védnökéhez és szponzorához többször is elment. A 2000-es évek elején még szerényen elfoglalta helyét a Caudry (Észak) harmóniájának zenészei között, André Dufour dzsesszista klarinétművész vezényletével.

### Utolsó évei
Maurice André sok éven át élt Presles-en-Brie-en ahol az állami iskola ma az ő nevét viseli. Ezután visszavonult a baszkföldi Urrugne-ba, ahol fafaragással foglalkozott két trombitadarab között. Továbbra is mesterkurzusokat tartott ígéretes fiatal trombitásoknak, például Rubén Simeónak.
2003-ban a rézfúvós hangszerekre szakosodott Brass Bulletin magazin nemzetközi felmérést végzett a zenészek körében, hogy meghatározza a 20. század legjobb rézfúvósai közül a Top 12-t. A rangsorban Maurice André állt az élen (848 szavazattal), megelőzve Louis Armstrongon (649 szavazattal).
2008. június 1-jén, vasárnap felesége és gyermekei jelenlétében az alès-i Saint-Jean-Baptiste székesegyházban tartott hálaadó misén átvette XVI. Benedek pápa üzenetét, valamint a Szentatya apostoli áldását.
Az 1990-es évek elejéig tartó intenzív pályafutása után, amelyben néha évi közel 250 koncertje volt, Maurice André utolsó koncertjét 2008. október 9-én, a béziers-i Saint-Nazaire katedrálisban, hetvenöt évesen tartotta.
2012. február 25-én, 78 évesen a bayonne-i kórházban halt meg. Lozère-ben, a Saint-André-Capcèze temetőben nyugszik. Alès-i temetésének napján számos trombitás volt jelen a világ minden tájáról, akár növendéke volt, akár nem, valamint Michel Plasson karmester is.

### Kitüntetései
- a francia becsületrend lovagja
- a londoni Royal Academy of Music tiszteletbeli tagja
- a Société académique Arts-Sciences-Lettres[15] aranymedálja 2000-ben.
- A Magyar Érdemrend parancsnoki keresztje a csillaggal (2003)

### Díjai
Több tucat arany- és platinalemez mellett Maurice André számos díjat és kitüntetést kapott. Például 1987-ben, majd még háromszor neki ítélték oda a klasszikus zene győztesének járó díjat.

## Hozzájárulása a zenéhez

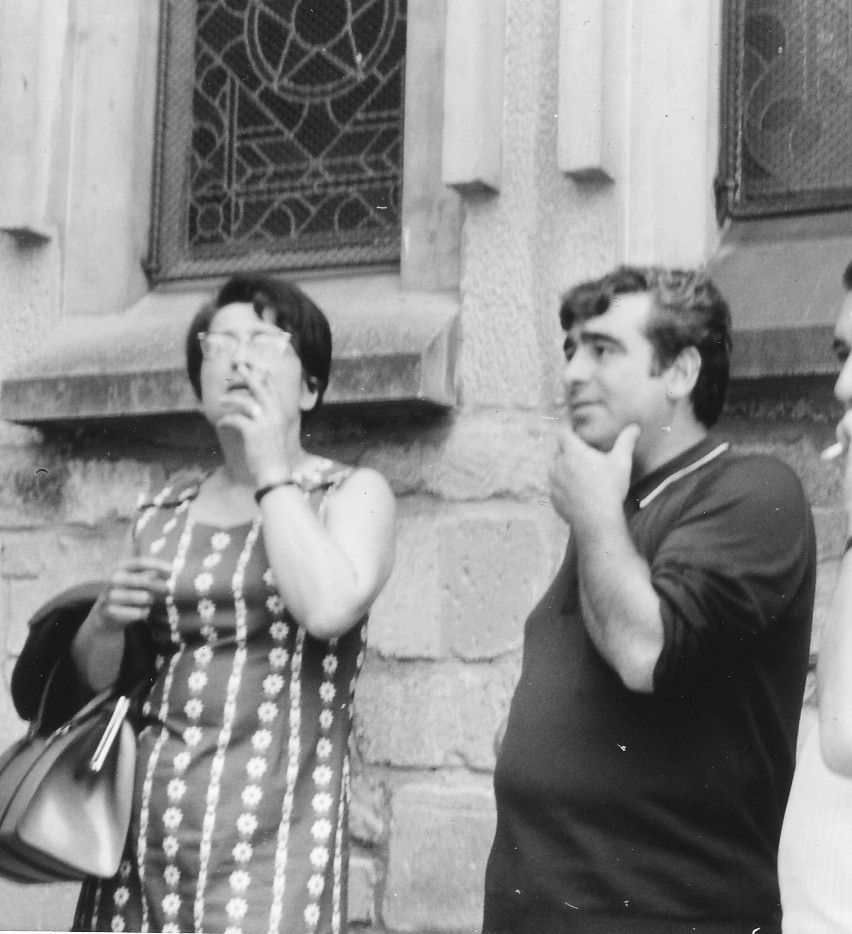
Marie-Claire Alain orgonaművésszel a Bach fesztiválon, Saint-Donat-ban 1969-ben

Maurice André jelentősen továbbfejlesztette a trombitajátékot, amely neki köszönhetően virtuóz hangszerré, de mindenekelőtt dallamos hangszerré vált. Technikai nehézségei (szinte kizárólagos magas hangsávok használata) miatt a feledésbe merült barokk és klasszikus művek jó része neki köszönheti újjászületését. Számos felvételt készített, különösen a híres orgonistával, Marie-Claire Alainnel, akivel sokat turnézott Európa-szerte.
Az 1950-es évek prototípusa alapján dolgozott, szoros együttműködésben a híres Selmer céggel, amely az ő utasításai alapján gyártott egy kistrombitát kétvonalas B-hangfekvésben, négy szeleppel, kifejezetten ehhez a repertoárhoz igazítva. Ez az együttműködés 1985-ig tartott.
A trombita neki köszönhetően kapott új népszerűséget, amely számos követőt hozott a nyomába. Ez új partitúrákat is eredményezett: Henri Tomasi, Boris Blacher és Marcel Landowski versenyművei, André Jolivet Heptade és Arioso baroccója, Antoine Tisné, Germaine Tailleferre és Jean-Claude Éloy műveihez. Barátjától, Claude Bollingtól is megrendelt egy, a dzsessztriót és a klasszikus szólistát ötvöző művet: a Toot szvitet. Irányítása alatt a trombita visszakapta a 18. század végén megszerzett okleveleket, a Francia Iskola pedig a 20. század végének legjelentősebbjévé vált.
Maurice André fontos szerepet játszott a country stílusú zenekari zenében is, hatalmas repertoárral, amelyet különösen a 20. század elején komponáltak, népszerű polkákból, indulókből, skótokból és mazurkákból, mint például a híres Változatok a velencei karneválról, vagy olyan népszerű műsorokból, mint a Viens Poupoule, a C'est l'piston (Bourvil) vagy a Le Corso Blanc.
Minden stílusra nyitott volt, bécsi zenét és filmzenét is tolmácsolt.

## Tisztelete és emlékezete
- 1979-ben Párizs városa létrehozta a Maurice-André-trombitaversenyt, amely Párizs városának nemzetközi versenyei közül az első. 2006-ban került sor a verseny hatodik kiadására [16] (amelyet 1997-től háromévente rendeznek meg). A versenyt Maurice André vezette, a zsűrit pedig a világ legjobb trombitásai közül választották ki.
- Világszerte zeneiskolák viselik a nevét.[17]
- 2012-ben a harmadik Alès-i fiatal művészek versenyén Maurice-André-díjat ítéltek oda a trombitaszekcióban.

## Diszkográfia
Körülbelül 250 hanglemezt és CD-t készített. 
- Johann Nepomuk Hummel: Trombita concerto, km. Jean-François Paillard kamarazenekar, Erato
- Joseph Haydn: Trombita concerto km. a Bambergi Szimfonikus Zenekar, vez. Theodor Guschlbauer, Erato
- Concertos baroques italiens
- Trompette et orgue
- Various Trumpet Concertos vez. Herbert von Karajan
- Concertos et sonates pour orchestre
- Les Chefs-d'œuvre de la trompette
- Musique à Notre-Dame km. Pierre Cochereau
- Intégrales des œuvres pour vents d'André Jolivet a szerző vezényletével
- La Trompette baroque
- Musique pour trompette
- Trompette d'or de Maurice André
- Maurice André, ses plus grands succès
- La Belle Époque
- Trompettissimo km. Jean-Michel Defaye
- Les plus beaux Noëls km. Petits Chanteurs de Saint Laurent, François Rauber zk.
- La Trompette de toutes les mélodies
- Ballade pour trompette
- La Trompette du siècle
- Le Meilleur de moi-même EMI Music Distribution Publication (1988)[19]
- Toot suite km. Claude Bolling
- L'Extraordinaire Trompette de Maurice André
- Trompette et piano km. Jean Hubeau (33 tours)
- Maurice André et Marcel Lagorce – Quatre polkas km. Marcel Lagorce (45 ford.)
- Musiques de kiosque avec l'orchestre de la Garde garde républicaine direction Roger Boutry (1980)
- Kiosque 1900 – Fantaisies, Polkas… km. Musique des gardiens de la paix de Paris zk., vez. Claude Pichaureau, km. Désiré Dondeyne
- Gaietés champêtres és Surprises champêtres, André Carradot zk. és a Drilles en Trilles
- Trompette hors-série, km. Jack Nilson zk. (1965)
- Album d'Or champêtre François Rauber kamara zk. (1984)
- La Trompette d'or de Maurice André, 1. és 2, kötet, orgona, contrabass, dobok (1970)
- Marc-Antoine Charpentier: Te deum H 146, km. a Jeunesses musicales de France énekkara, Jean-François Paillard zk., vez. Louis Martini (1963)

Maurice André hanglemezeinek nagy részét nem adják ki újra CD-n.

### Bibliográfia
- 2003 : Trombita a hírnévért, a nemzetközileg elismert szólista, Guy Touvron által írt életrajz, az Éditions du Rocher kiadásában ISBN 2268047857
- 2007 : A Napnak sütnie kell mindenkire. Thierry Martin emléktárgyai és emlékiratai az évszázad trombitájáról, kiadó a Publibook ISBN 9782748335095

## Fordítás
- Ez a szócikk részben vagy egészben  a   Maurice André című francia Wikipédia-szócikk ezen változatának fordításán alapul.  Az eredeti cikk szerkesztőit annak laptörténete sorolja fel. Ez a jelzés csupán a megfogalmazás eredetét és a szerzői jogokat jelzi, nem szolgál a cikkben szereplő információk forrásmegjelöléseként.